# كين جيرارد
كين جيرارد هو لاعب هوكي الجليد كندي، ولد في 8 ديسمبر 1936 في تورونتو في كندا.

## وصلات خارجية
- كين جيرارد على موقع دوري الهوكي الوطني (الإنجليزية)
- كين جيرارد على موقع EliteProspects.com (الإنجليزية)
- كين جيرارد على موقع HockeyDB.com (الإنجليزية)
- كين جيرارد على موقع Hockey-Reference.com (الإنجليزية)